# Ле-цзи
Цей термін має два значення:
- Давньокитайський філософ і автор однойменної книги;
- Назва давньої китайської книги;

Книга «Ле-цзи», імовірно складена учнями цього філософа, що зібрали його вислови і розповіді про нього, є єдиним джерелом інформації про його життя.
В трактаті «Ле-цзи» зустрічається діалог між самим мудрецем Ле-цзи (450-375) і Інь Сі - тим хранителем застави, якому за легендою Лао-цзи і залишив свій трактат. В іншому даоському трактаті «Вень-цзи» ім'я Лао-цзи згадується в зв'язку з встановленням військового союзу між царствами Вей і Чу(IV ст. до н. е.).

## Біографія Ле-цзи
Ле-цзи жив в містечку Путянь - мисливських угіддях царства Чжен,протягом сорока років, звичайним простолюдином. Одного разу в Чжен трапився голод, і Ле-цзи переїхав в царство Вей. Учителем Ле-цзи був Старий Шан, а друг - Богао-цзи. Ле-цзи досконально перейняв мистецтво обох.  Ле-цзи подорожуючи зустрів Бохуня-Безвісного. Ле-цзи навчався у Ху-цзи і товаришував з Бохунем-Безвісним. Безліч людей, які бажали стати його учнями, оселиляся поблизу. Число їх зростало з кожним днем, так що їх і порахувати не встигали. Однак Ле-цзи все думав, що їх недостатньо, і кожен день затівав з ними суперечки, вислуховуючи докази кожного.

## Головні ідеї філософії Ле-цзи
- Життя і смерть - це фази природного циклу; безглуздо намагатися зупинити його в якійсь одній точці, потрібно спокійно підкоритися долі.
- Щоб твої дії гармоніювали з Дао, необхідно позбутися від егоїзму і цілеспрямованості.
- Життя - всього лише сон, а сон - це реальність.
- Практичне значення і умовності лише заважають людині діяти спонтанно.
- Світ безмежний.
- Хоча люди постійно до чогось прагнуть, вони приречені отримати лише те, що їм призначено.
- Тільки відмовившись від здорового глузду і забобонів, можна домогтися спонтанності дії і гармонії з Дао.
- Життя коротке, і тому не слід гаяти часу, потрібно насолоджуватися нею.